# 존 머레이
존 머레이(John Murray, 1898년 10월 14일 - 1975년 5월 8일)는 스코틀랜드의 신학자이다.
스코틀랜드 보나르 브리지에서 태어났다. 글래스고 대학교,  프린스턴 신학교, 에든버러 대학교에서 공부했다. 그는 스코틀랜드 출신의 칼뱅주의 신학자로서 프린스턴 신학교에서 가르치다가 1929년 웨스트민스터 신학교로 분열되면서 오랫동안 조직신학을 가르쳤다. 존 그레섬 메이천과 게할더스 보스 밑에서 공부하였다. 국내에는 <존 머레이 조직신학>(크리스찬다이제스트 역간), <존 머레이 구속>(복있는 사람 역간), <칼빈의 성경관과 주권사상>(CLC 역간) 등의 저서를 통해 알려진 바 있고, <로마서 주석>은 존 머레이의 대표작이다.

## 생애
제1차 세계 대전에 영국군으로 참전하였다가 한쪽 눈을 실명하였다.
1930년 - 1966년 : 웨스트민스터 신학교에서 조직신학 교수로 일함.
배너 오브 트루스의 이사로 활동.
1966년에 스코틀랜드로 돌아가서 스코틀랜드 자유교회에서 활동함.
1967년 12월 7일 발레리 노울톤과 결혼함.

## 신학적 특징
조직신학자였지만 철저하게 성경신학에 근거하여 신학적 입장을 서술하였다. 이런 모습은 로마서주석에서 잘 나타나고 있다. 게할더스 보수의 영향으로 구속사적 접근을 이어받아 성경신학을 발전시켰다고 제임스 패커가 언급하였다.
존 머레이는 정통 칼빈주의 신학을 가졌지만, 그가 '행위언약'(Covenant of Works)라는 용어 자체 사용을 원하지 않았다. 그것은 단순히 성경에 언급이 되지 않았기 때문이다. 대신에 그는 단순히 생명의 언약이란 용어를 사용하였다.

### 결정적 성화론( Definitive Sanctification )
1960년에 발표된 그의 논문은 성화교리에 대한 새로운 지평을 열었다. 그는 성화가 가진 특성에 대하여 칭의와 뗄래야 뗄 수 없는 관계이며, 둘 모두가 그리스도 중심적이어야 하므로, 칭의와 함께 성화도 이어져야 함을 강조하여 결정적 성화라는 용어를 새로 사용하였다.

### 그리스도와의 연합
머레이는 그리스도와의 연합교리가 전체 구원의 교리 중에 중심이 되는 진리이며 영원 전부터 우리의 영화됨까지 펼쳐진다고 주장하였다.

## 주요 비판대상
- 에밀 브루너의 신정통주의
- C. H. 다드

## 존 머레이에게 영향을 준 인물
- 게르하르두스 보스
- 벤저민 워필드

## 참고한 신학자
- 앤더스 뉴크렌(Anders Nygren): 스웨덴 출신의 루터란 신학자. 그의 로마서 주석은 존 머레이가 높이 평가하였다. ( 아담의 죄의 전가중에서)

## 작품
- 머레이, 존 (1952). 《Christian Baptism》. Philadelphia, PA: Committee on Christian Education, Orthodox Presbyterian Church.
- Murray, John (1953). 《Divorce》. Philadelphia, PA: Committee on Christian Education, Orthodox Presbyterian Church.
- Murray, John (1955). 《Redemption Accomplished and Applied》. Grand Rapids: Eerdmans. ISBN 978-0-8028-1143-1.
- Murray, John (1957). 《Principles of Conduct: Aspects of Biblical Ethics》. Grand Rapids: Eerdmans. ISBN 978-0-8028-1144-8. 272pages
- Murray, John (1959). 《The Imputation of Adam's Sin》. Phillipsburg, NJ: Presbyterian and Reformed Publishing. ISBN 0-8755-2341-2.
- Murray, John (1959). 《The Epistle to the Romans》. NICNT. Grand Rapids: Eerdmans. ISBN 978-0-8028-2506-3. 736 페이지
- Murray, John (1960). 《Calvin on the Scriptures and Divine Sovereignty》.
- Collected Writings of John Murray (Banner of Truth Trust, 1977) 4 Vol.

### 번역본
- 존 머레이의 구속 (복있는 사람, 장로준 번역) ISBN 978-89-6360-048-2